# Rio Curuá (vattendrag i Brasilien, Pará, lat -5,33, long -54,50)
Rio Curuá är ett vattendrag i Brasilien.   Det ligger i delstaten Pará, i den centrala delen av landet, 1 400 km nordväst om huvudstaden Brasília.
I omgivningarna runt Rio Curuá växer i huvudsak städsegrön lövskog. Trakten runt Rio Curuá är nära nog obefolkad, med mindre än två invånare per kvadratkilometer.